# Fietssnelweg F2
De fietssnelweg F2 is een geplande fietssnelweg van Brussel naar Gent. Het geplande traject bevindt zich grotendeels aan de noordzijde van de spoorlijn Brussel-Gent, en is anno 2020 nog niet volledig gerealiseerd, maar via enkele omwegen is de route wel befietsbaar. De ontbrekende stukken zijn in verschillende fasen van afwerking. Er lopen nog enkele werken in uitvoering. De fietssnelweg zal uiteindelijk 51 km lang zijn.
De F2 loopt van de Louisa d'Havébrug in Gent en eindigt in het station Brussel-Noord.

## Traject
In 2016 gingen de provincies Vlaams-Brabant en Oost-Vlaanderen na een uitgebreide studie van start met een voorkeurstracé. Naast de doortrekking van een fietsweg naast spoorlijn 50 werden ook een aantal optimalisaties uitgevoerd.
- Dilbeek: aanleg van 6 km vrijliggend fietspad van 4 meter breed naast de sporen van Sint-Martens-Bodegem tot aan de grens van het Brussels Gewest (Jette) door De Werkvennootschap. De werken begonnen op 20 februari 2023. De aanleg kost 9,3 miljoen euro.[3][4] Bij de doorgang onder de E40 komt een extra tunnel voor de fietser.[2]
- Aanleg van fietssnelweg van Sint-Martens-Bodegem tot Ternat[5]
- Aanleg van een vrijliggende fietsweg langs de spoorweg (Warandelaan - Ertbrug Wetteren)[6]
- Aanleg van een vrijliggende fietsweg langs de spoorweg (Kouterwegel - Station Kwatrecht)[7]
- Aanleg van een vrijliggende fietsweg langs de spoorweg (Station Melle - Kouterwegel)[8]

## Brussel

Traject in Brussel

In 2024 vroeg de Brusselse regering een stedenbouwkundige vergunning aan voor de heraanleg van de Keizer Karellaan, met inbegrip van een dubbelrichtingsfietspad van 4 m breed in Sint-Agatha-Berchem aan de zuidzijde, tussen de Vlaamse fietssnelweg F2 en de Dendermondsestraat. 